# Fronteira Costa do Marfim–Mali
A fronteira entre a Costa do Marfim e o Mali é um linha bem sinuosa de 532 km de extensão, sentido oeste-leste, pouco acima do paralelo 10º N, que separa o sudoeste do Mali da metade oeste do norte da Costa do Marfim. No oeste há tríplice fronteira Mali-Costa do Marfim-Guiné e no leste a tríplice fronteira dos dois países com o Burkina Faso. Separa as regiões marfinenses de Denguélé e Savanes da malinesa de  Sikasso.
As quatro nações envolvidas na definição dessa fronteira são colônias francesas desde o final do século XIX até às respetivas independências entre 1958 e 1960.